# ادیورنا
ادیورنا (اندونزیایی: Adiwerna) شهری در استان جاوه مرکزی کشور اندونزی است. جمعیت این شهر بر اساس سرشماری سال ۱۹۹۰ میلادی، ۸۲٫۶۲۷ نفر و بر اساس سرشماری سال ۲۰۰۰ میلادی، ۱۱۵٫۴۴۲ بوده که در سال ۲۰۰۷ میلادی به ۱۴۲٫۳۹۸ نفر افزایش یافته‌است.